# Lista pterozaurów

## A

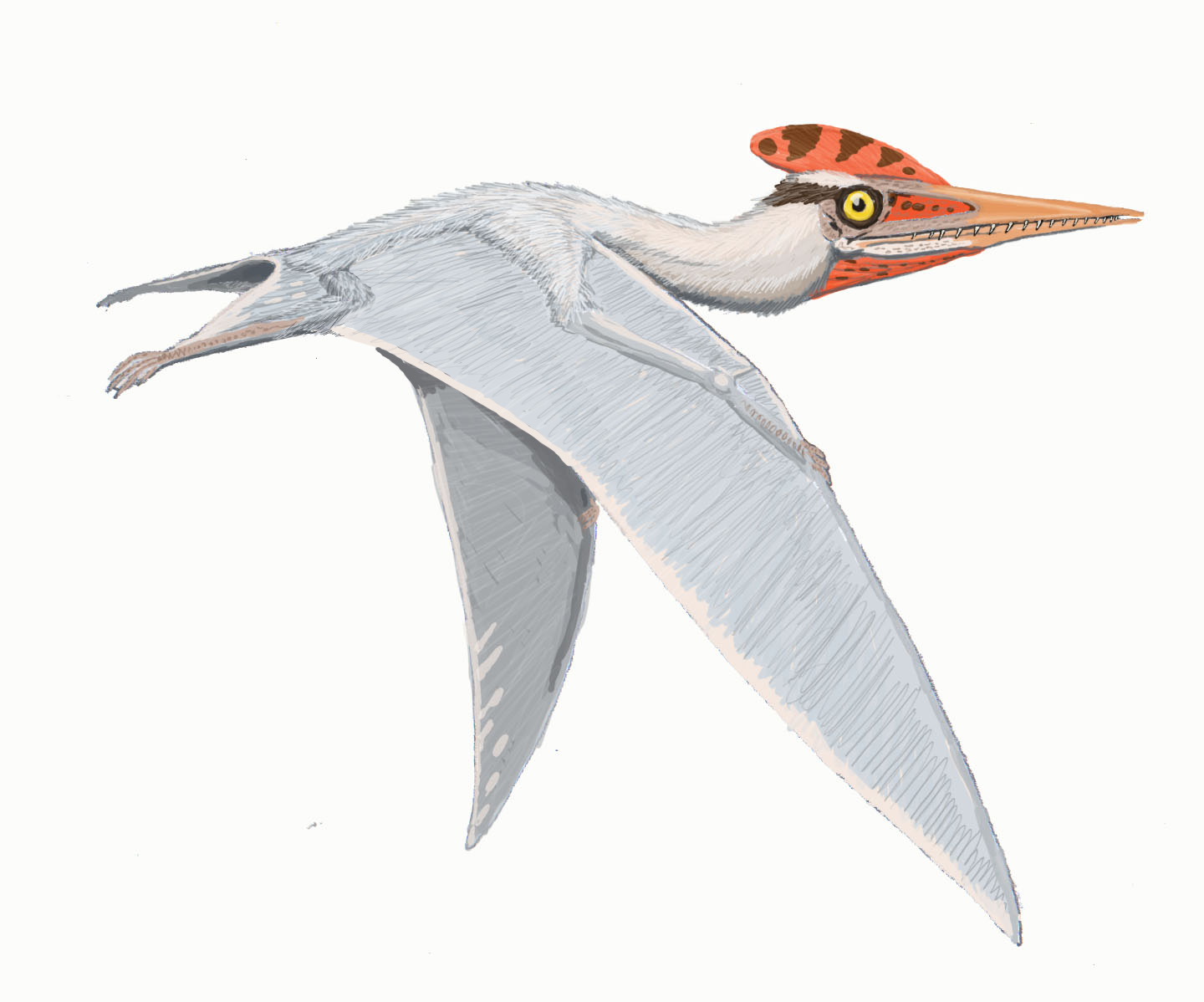
Altmuehlopterus rhamphastinus

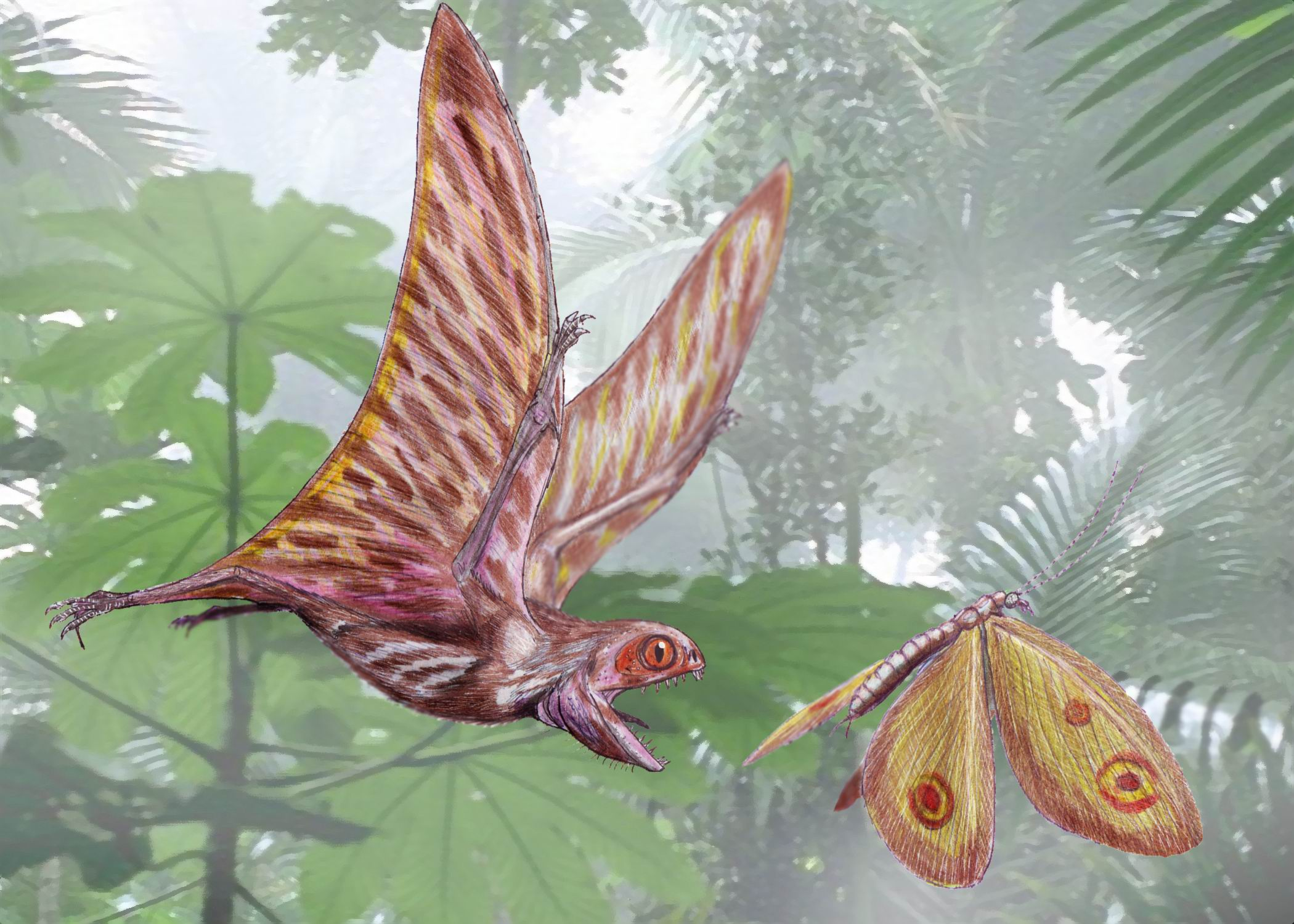
Anurognathus ammoni polujący na owada

- Aerodactylus[1]
- Aerodraco[2]
- Aerotitan
- Aetodactylus
- Afrotapejara[3]
- Akharhynchus[4]
- Alamodactylus[5]
- Alanqa[6]
- Albadraco[7]
- Alcione[8]
- Allkaruen[9]
- Altmuehlopterus[10]
- Amblydectes
- Angustinaripterus
- Anhanguera
- Anurognat
- Apatomerus
- Apatorhamphus[11]
- Arambourgiania
- Aralazhdarcho
- Araripedactylus
- Araripesaurus
- Archaeoistiodactylus
- Arcticodactylus[12]
- Ardeadactylus[13]
- Argentinadraco
- Arturdaktyl
- Aurorazhdarcho
- Aussiedraco
- Austriadaktyl
- Austriadraco[12]
- Avgodectes — synonim Haopterus
- Aymberedactylus[14]
- Azhdarcho

## B
- Bakonydraco
- Balaenognathus[15]
- Banguela
- Barbaridactylus[8]
- Barbosania
- Batrachognat
- Beipiaopterus

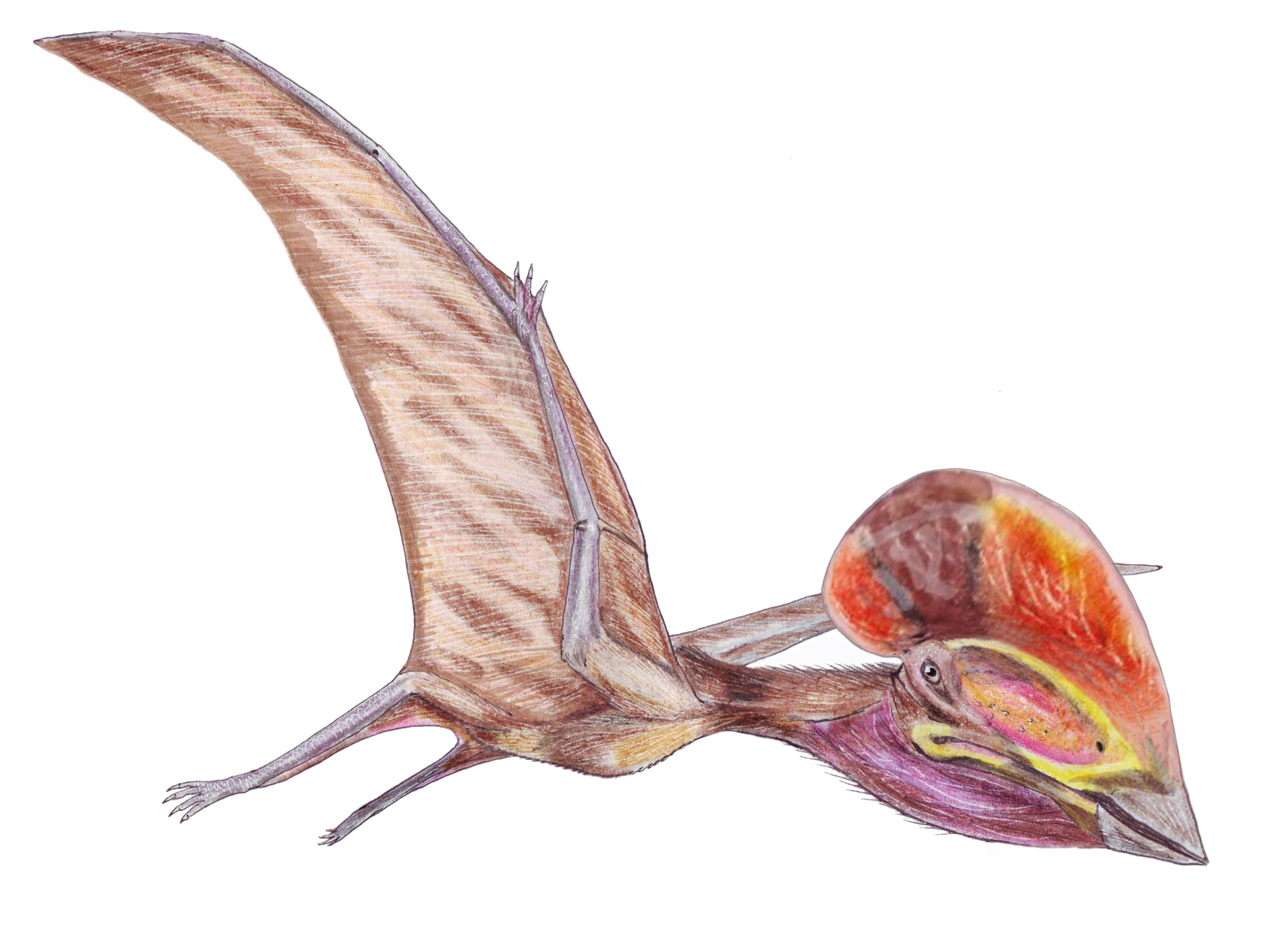
Bakonydraco

- Bellubrunnus – być może młodszy synonim rodzaju Rhamphorhynchus[16]
- Bennettazhia
- Bergamodactylus[12] – być może młodszy synonim rodzaju Carniadactylus[17]
- Bogolubovia
- Boreopterus
- Brachytrachelus — synonim Scaphognathus
- Brasileodactylus

## C
- Cacibupteryx
- Caelestiventus[18]
- Caiuajara[19]
- Camposipterus[20]

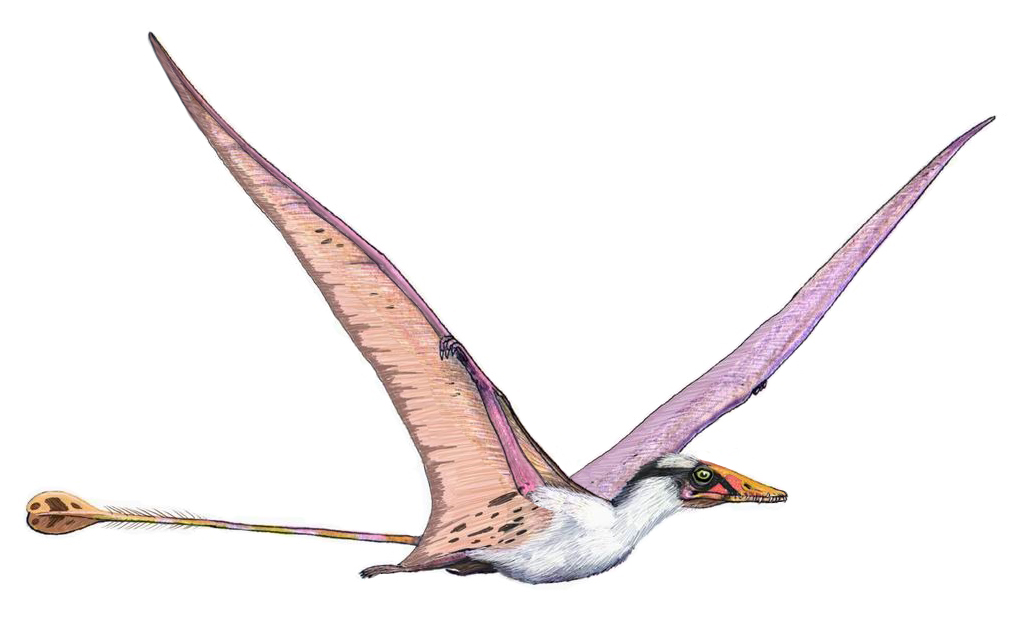
Campylognathoides

- "Campylognathus" — obecnie Campylognathoides
- Campylognathoides
- Carniadactylus
- Cascocauda[21]
- "Cathayopterus" — nomen nudum
- Caulkicephalus
- Caupedactylus
- Caviramus[22]
- Cearadaktyl
- Ceoptera[23]
- Changchengopterus[24]
- Chaoyangopterus[25]
- Cimoliopterus[20]
- Cimoliornis (nomen dubium)
- Coloborhynchus
- Comodactylus
- Cratonopterus[26]
- Cretornis — synonim dla Ornithocheirus
- Criorhynchus — synonim dla Ornithocheirus
- Cryodrakon[27]
- Ctenochasma
- Cuspicephalus[28]
- Cycnorhamphus

## D

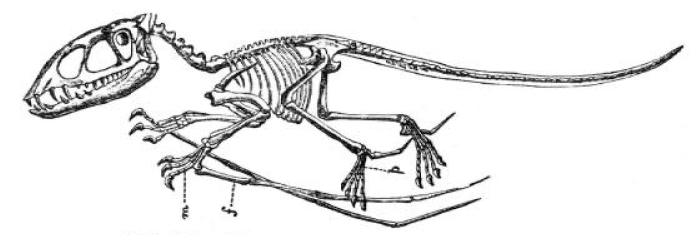
Dimorphodon

- "Daitingopterus" — nomen nudum
- Daohugoupterus[29]
- Darwinopterus[30]
- Dawndraco[31] — nie jest pewne, czy jest to odrębny rodzaj[31], czy też młodszy synonim Pteranodon lub Geosternbergia[32]
- Dearc[33]
- Dendrorynchoid
- "Dendrorhynchus" — obecnie Dendrorhynchoides
- Dermodaktyl
- Dimorfodon
- Diopecephalus — uznawany przez różnych autorów za młodszy synonim Pterodactylus lub za odrębny rodzaj[34][35]
- Dolichorhamphus — synonim dla Rhamphocephalus
- Domeykodactylus
- Doratorhynchus
- Dorygnathus
- Douzhanopterus[36]
- Draigwenia[37]
- Dsungaripterus

## E
- Elanodactylus
- Eoazhdarcho
- Eopteranodon
- Eosipterus
- Eotephradactylus[38]
- Epapatelo[39]
- Eudimorphodon
- Eurazhdarcho
- Eurolimnornis – pierwotnie sklasyfikowany jako ptak, później zasugerowano jego przynależność do pterozaurów[40]
- Europejara[41]

## F
- Faxinalipterus – przynależność do pterozaurów niepewna
- Feilongus
- Fenghuangopterus
- Ferrodraco[42]
- Forfexopterus

## G

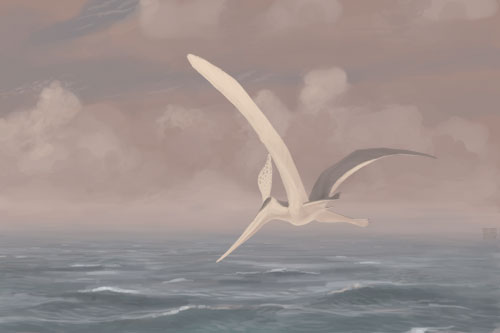
Geosternbergia sternbergi

- Gallodactylus — synonim dla Cycnorhamphus
- Garudapterus[43]
- Geosternbergia
- Gegepterus
- Germanodaktyl
- Gladocephaloideus
- Gnatozaur
- Guidraco[44]
- Gwawinapterus – przynależność do pterozaurów niepewna[45], prawdopodobnie jest rybą kostnoszkieletową z rodziny Saurodontidae[46]

## H

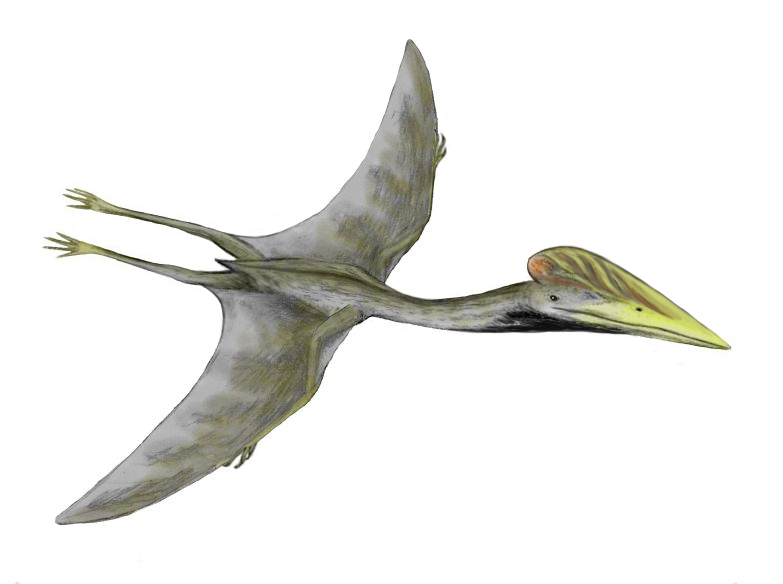
Hatzegopteryx

- Haliskia[47]
- Hamipterus[48]
- Haopterus
- Harpactognathus
- Hatzegopteryx
- Herbstosaurus
- Hongshanopterus
- Huanhepterus
- Huaxiadraco[49]
- Huaxiapterus

## I
- Iberodactylus[50]
- Ikrandraco[51][52]
- Inabtanin[53]
- Infernodrakon[54]

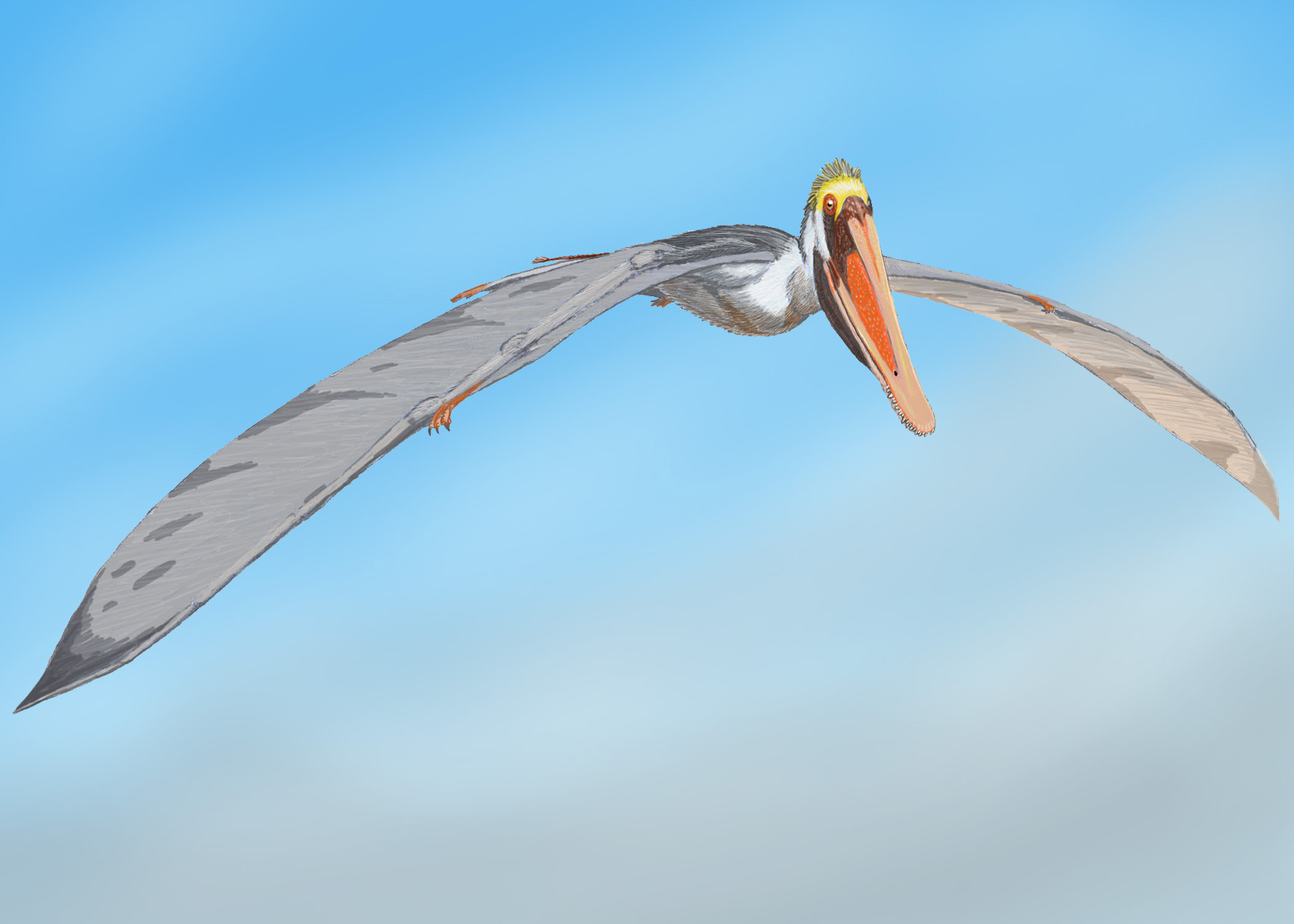
Istiodactylus

- Ingridia – synonim dla Tupandactylus
- Istiodactylus

## J

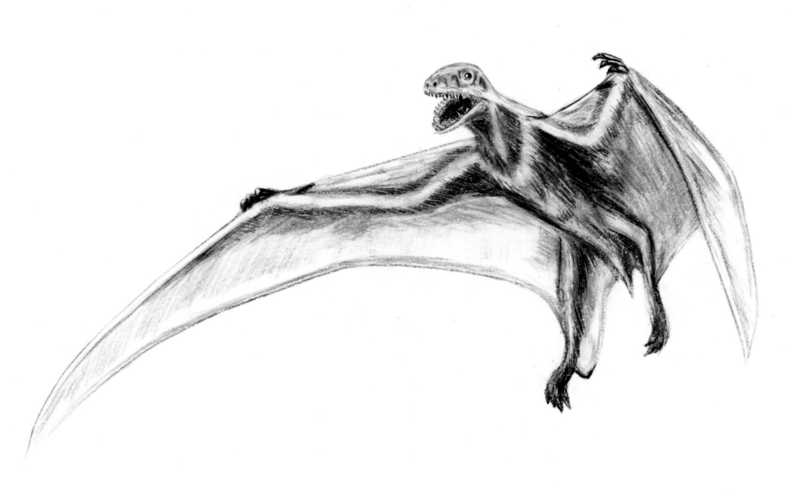
Jeholopterus

- "Javelinadactylus" – synonim Wellnhopterus; artykuł, w którym został nazwany, został wycofany z publikacji[55]
- Jeholopterus
- Jianchangnathus
- Jianchangopterus
- Jidapterus

## K

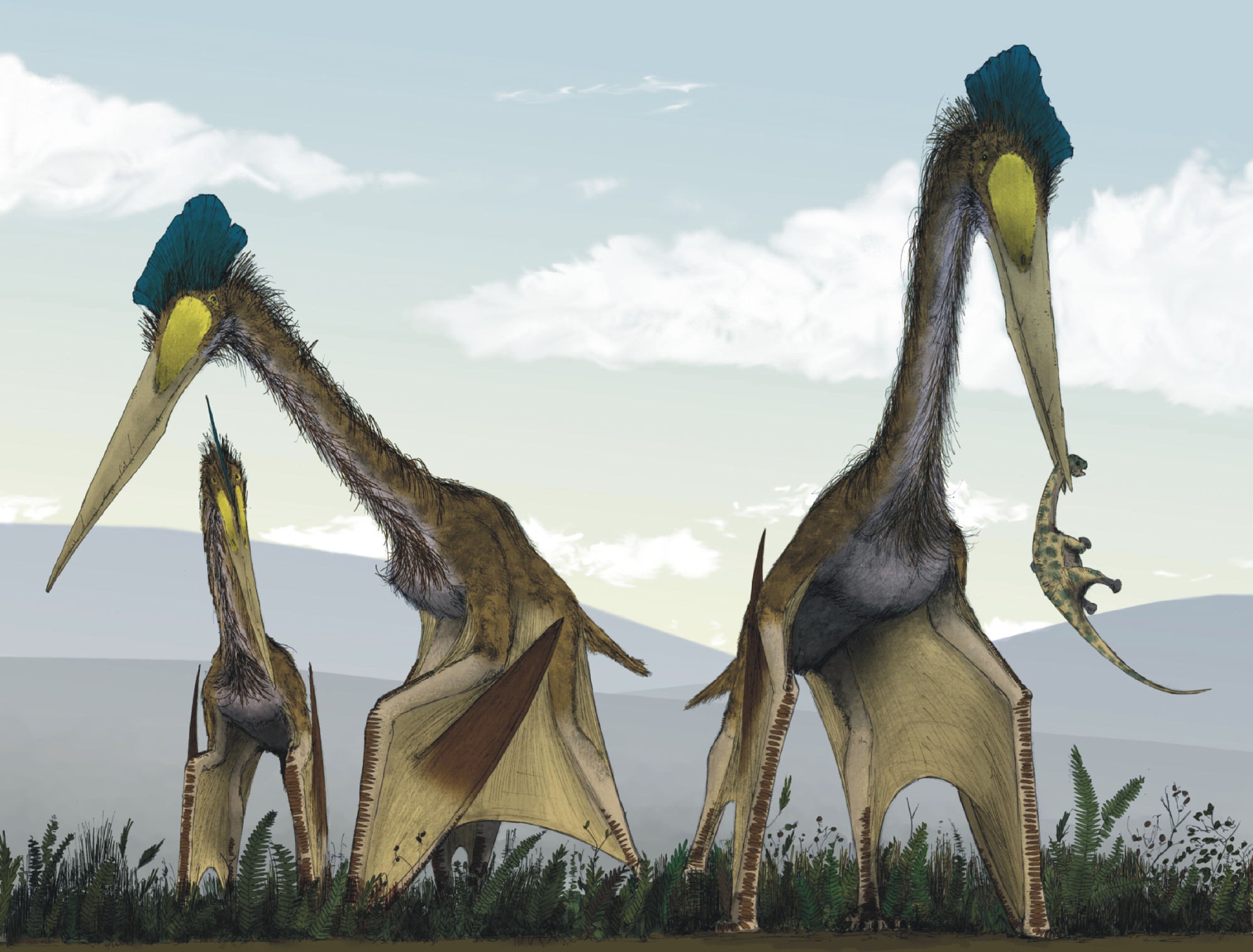
Quetzalcoatlus northropi na polowaniu (1 z osobników chwytający młodego tytanozaura)

- Kariridraco[56]
- Kecalkoatl (Quetzalcoatlus)
- Kepodactylus
- Keresdrakon[57]
- Klobiodon[58]
- Kryptodrakon[59]
- Kunpengopterus[60]

## L
- Lacusovagus
- Laopteryx
- Leptostomia[61]
- Liaodactylus[62]
- Liaoningopterus[25]
- Liaoxipterus
- Lingyuanopterus[63]
- Linlongopterus[64]

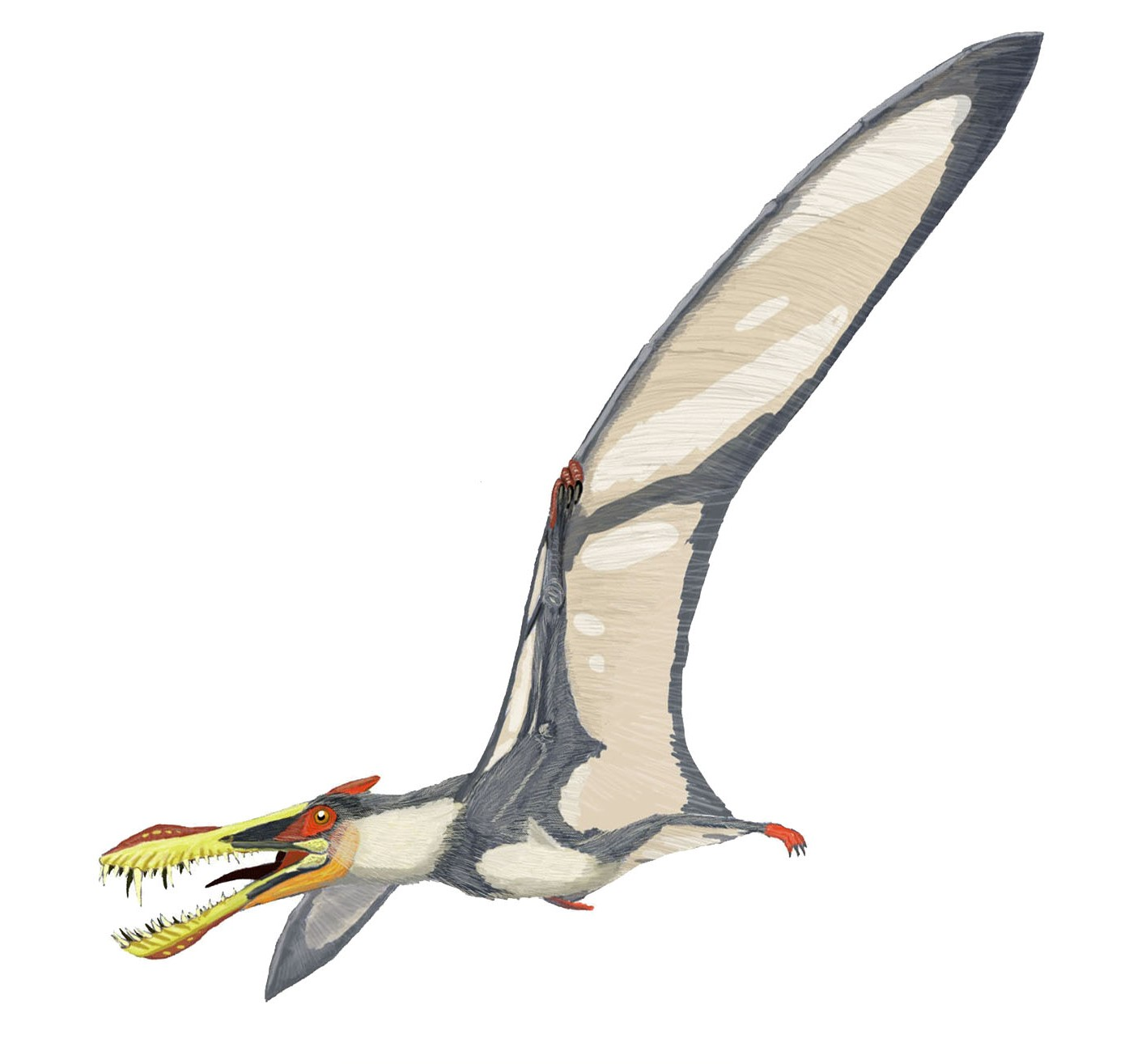
Liaoningopterus

- "Lithosteornis" — synonim dla Cimoliornis
- Lonchodectes
- Lonchodraco[20]
- Lonchognathosaurus
- Longchengpterus
- Luchibang[65]
- Ludodactylus[66]
- Luopterus[67]
- Lusognathus[68]

## M
- Maaradactylus
- Macrotrachelus — synonim dla Pterodactylus
- Meilifeilong[69]
- Melkamter[70]
- Mesadactylus
- Microtuban
- Mimodactylus[71]
- Mistralazhdarcho
- Moganopterus
- Montanazhdarcho
- Muzquizopteryx
- Mythunga

## N
- Navajodactylus[72]
- Nemicolopterus
- Nesodactylus
- Nicorhynchus[2]
- Ningchengopterus
- Nipponopterus[73]
- Noripterus
- Normannognathus
- Nurhachius[74]

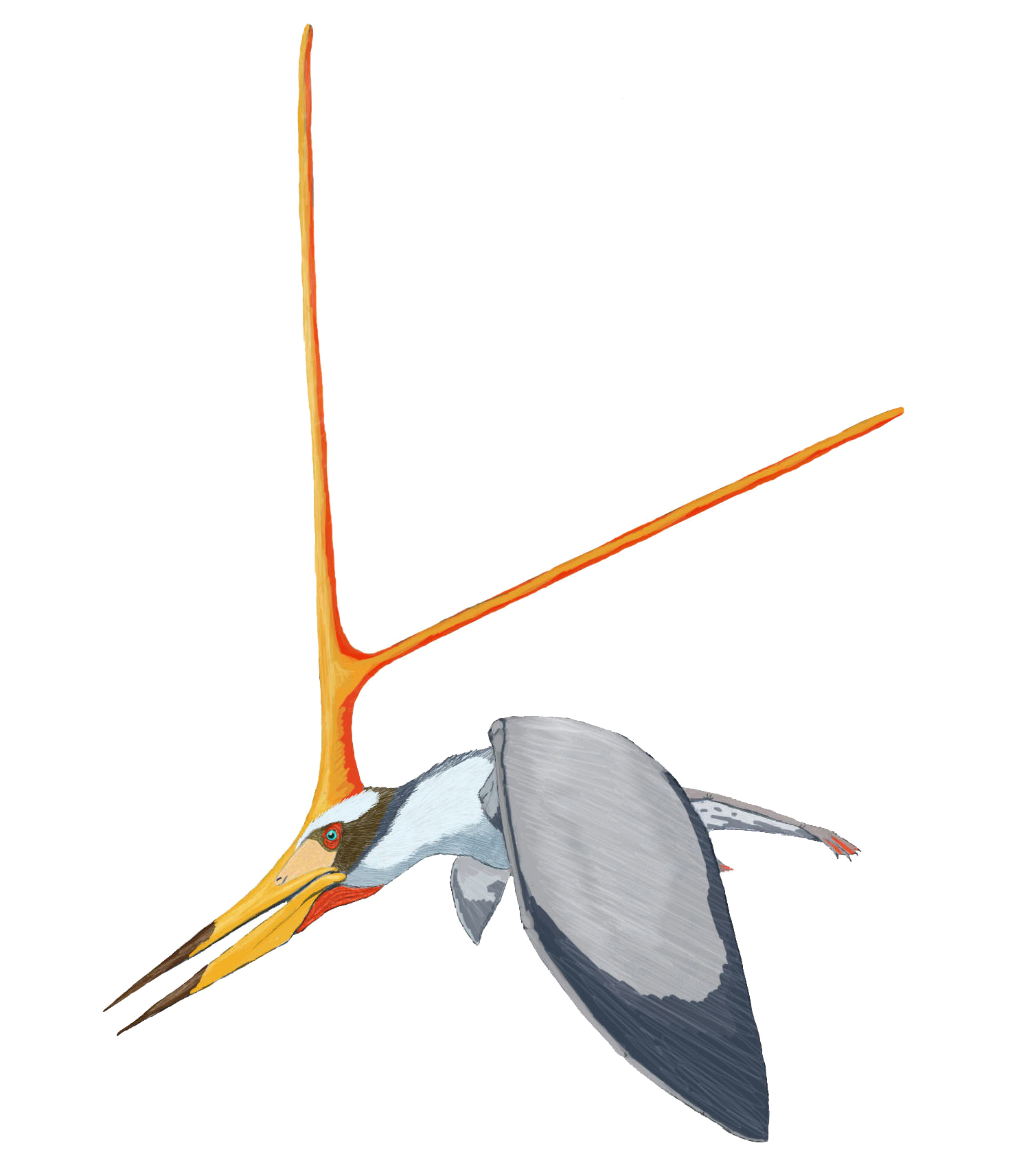
Nyctosaurus

- Nyctodactylus — synimim dla Nyctosaurus
- Nyctosaurus

## O
- "Oolithorhynchus" — nomen nudum
- Ordosipterus[75]
- Orientognathus
- Ornithocephalus — synonim Pterodactylus
- Ornitocheir (Ornithocheirus)
- Ornithopterus — synonim Rhamphorhynchus
- Ornithostoma
- Otogopterus

## P
- Pachagnathus[76]

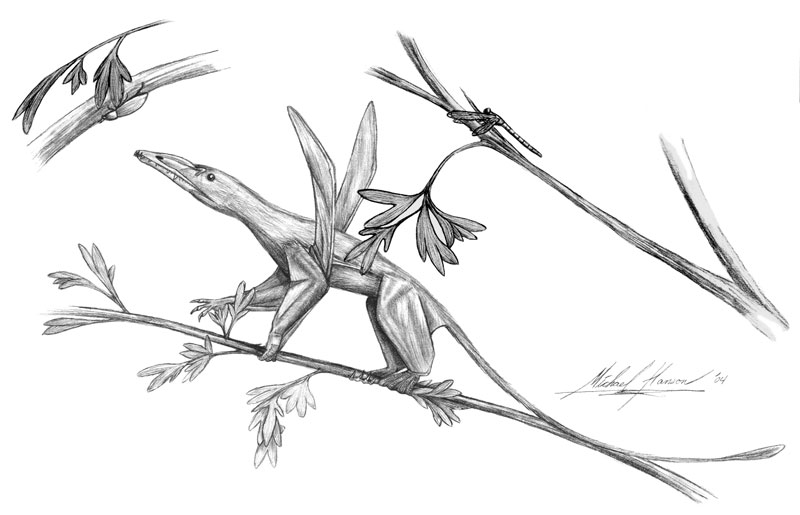
Preondactylus apatomerus

- Pachyrhamphus — obecnie Scaphognathus
- Palaeocursornis – pierwotnie sklasyfikowany jako ptak, później zasugerowano jego przynależność do pterozaurów[40]
- Palaeornis (nomen dubium)
- Pangupterus
- Paranurognathus — synonim dla Anurognathus
- Parapsicephalus
- Peteinosaurus
- Petrodactyle[77]
- "Phobetor" — nazwa zajęta; nie jest pewne, czy jest to młodszy synonim rodzaju Noripterus[78] czy też odrębny takson[79]
- Phosphatodraco
- Piksi – przynależność do pterozaurów niepewna. Pierwotnie sklasyfikowany jako ptak[80]; Agnolin i Varricchio (2012) uznali za bardziej prawdopodobną jego przynależność do pterozaurów[40], z czym jednak nie zgodzili się Martin-Silverstone i współpracownicy (2016).[81]
- Plataleorhynchus
- Prejanopterus
- Preondactylus
- "Pricesaurus" – nomen nudum; niektóre z przypisywanych mu szczątków prawdopodobnie należą do przedstawiciela rodzaju Anhanguera, inne – do pterozaura co najmniej blisko spokrewnionego z Anhanguera[82]
- Propterodactylus[83]
- Ptenodactylus — synonim Coloborhynchus
- Ptenodracon — synonim Pterodactylus
- Pteranodon
- Pterodactylus
- Pterofiltrus
- Pterodaustro
- Pteromonodactylus — synonim Rhamphorhynchus
- Pterorhynchus
- Pterotherium — synonim Pterodactylus
- Puntanipterus

## Q
- Qinglongopterus – być może młodszy synonim rodzaju Rhamphorhynchus[16]

## R
- Radiodactylus[5]
- Raeticodactylus
- Rhamphinion
- Ramforynch (Rhamphorhynchus)

## S
- Samrukia – pierwotnie sklasyfikowany jako ptak[84], później zasugerowano jego przynależność do pterozaurów[85]
- Santanadactylus
- Saratovia[86]
- Scaphognathus
- Seazzadactylus[87]
- Sericipterus
- Serradraco[88]
- Shenzhoupterus
- Simurghia[8]
- Sinomacrops[89]
- Sinopterus
- Siroccopteryx
- Skiphosoura[90]
- Sordes
- Spathagnathus[91]

## T
- Tacuadactylus[92]
- Tapejara
- Targaryendraco[93]
- Tendaguripterus
- Tethydraco[8]
- Thalassodromeus
- Thanatosdrakon[94]
- Thapunngaka[95]

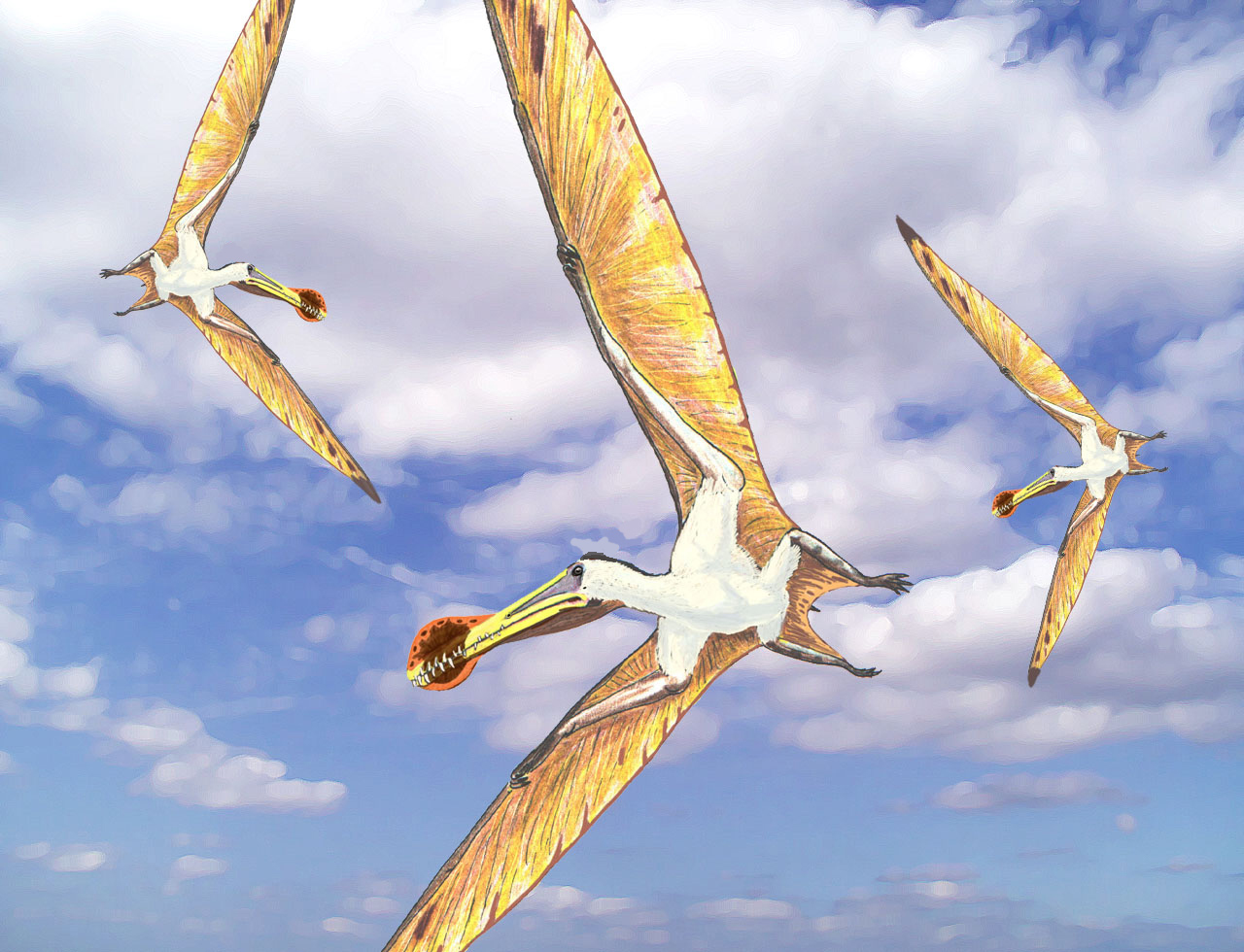
Tropeognathus mesembrinus

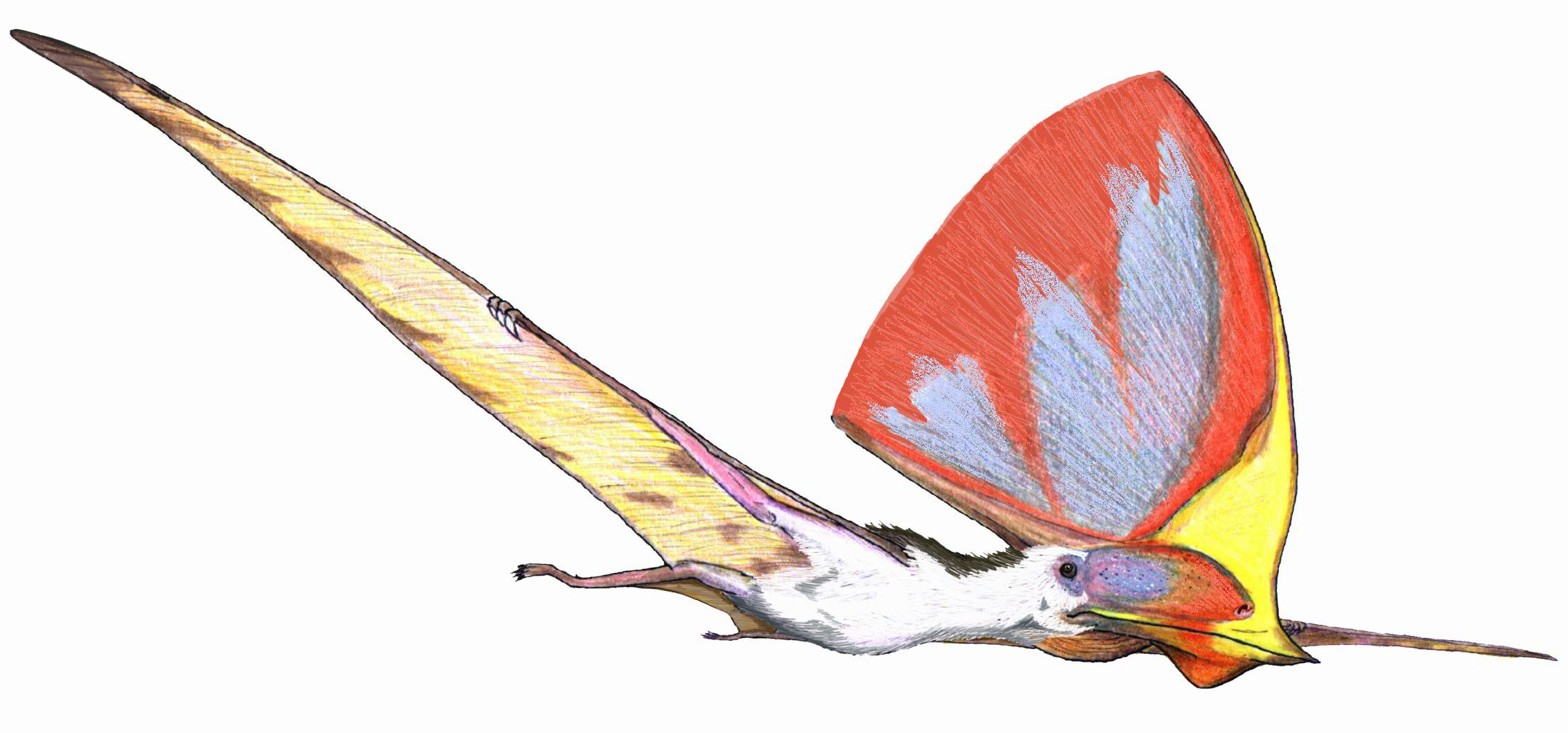
Tupandactylus imperator

- "Titanopteryx" — obecnie Arambourgiania
- Torukjara[96]
- Tropeognathus
- Tupandactylus
- Tupuksuara (Tupuxuara)

## U
- Uktenadactylus — nie jest pewne, czy jest to odrębny rodzaj, czy też młodszy synonim Coloborhynchus[5]
- Unwindia
- Utahdactylus — obecnie przynależność do pterozaurów kwestionowana

## V
- Vectidraco
- Vesperopterylus[97]
- Volgadraco

## W
- Wellnhopterus[98]
- Wenupteryx[99]
- Wightia[100]
- Wukongopterus[101]
- "Wyomingopteryx" — nomen nudum

## X
- Xericeps[102]

## Y
- Yelaphomte[76]
- Yixianopterus

## Z
- Zhejiangopterus
- Zhenyuanopterus